# Dilatador vaginal

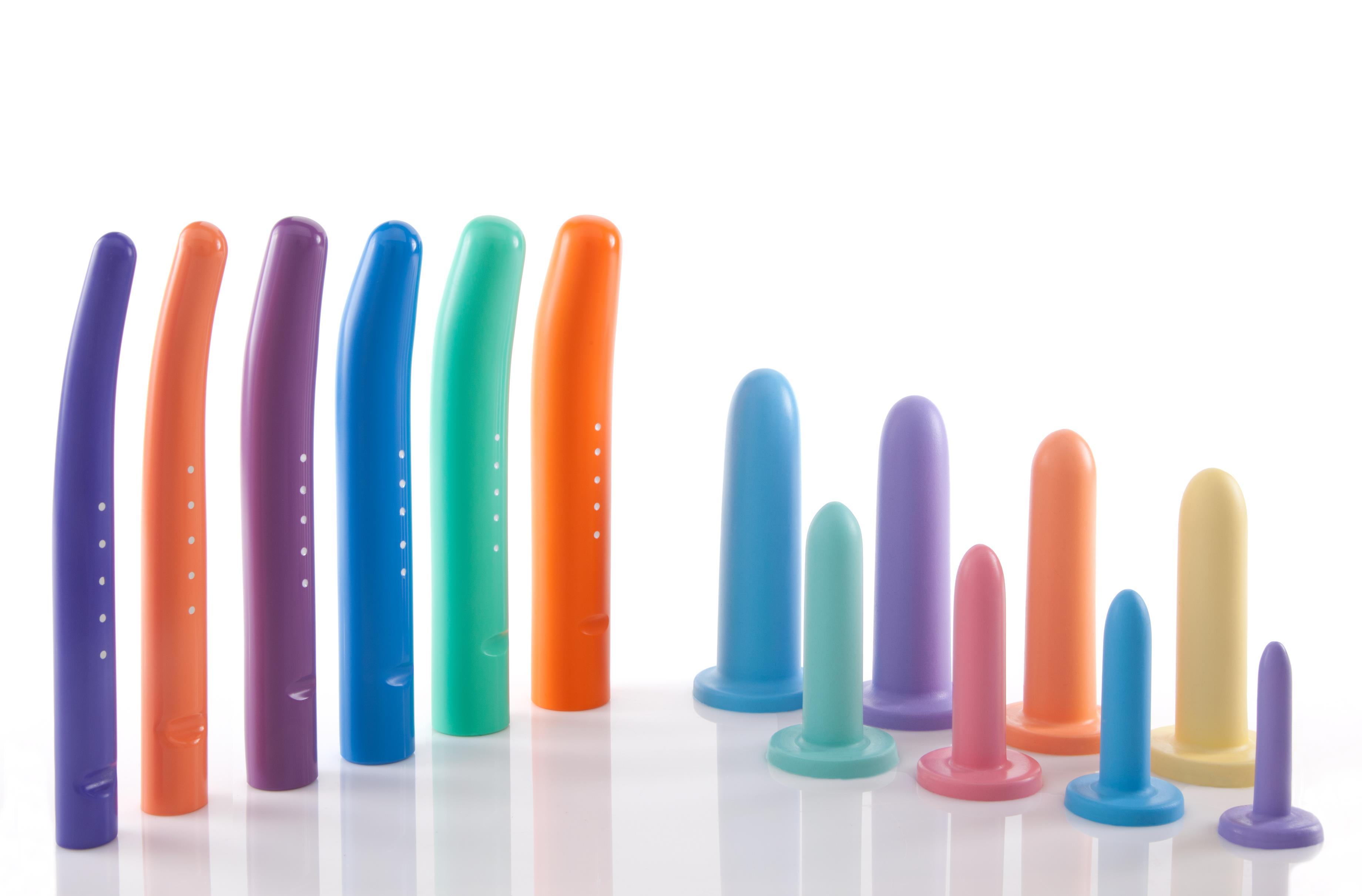
Dilatadores vaginais de plástico e silicone

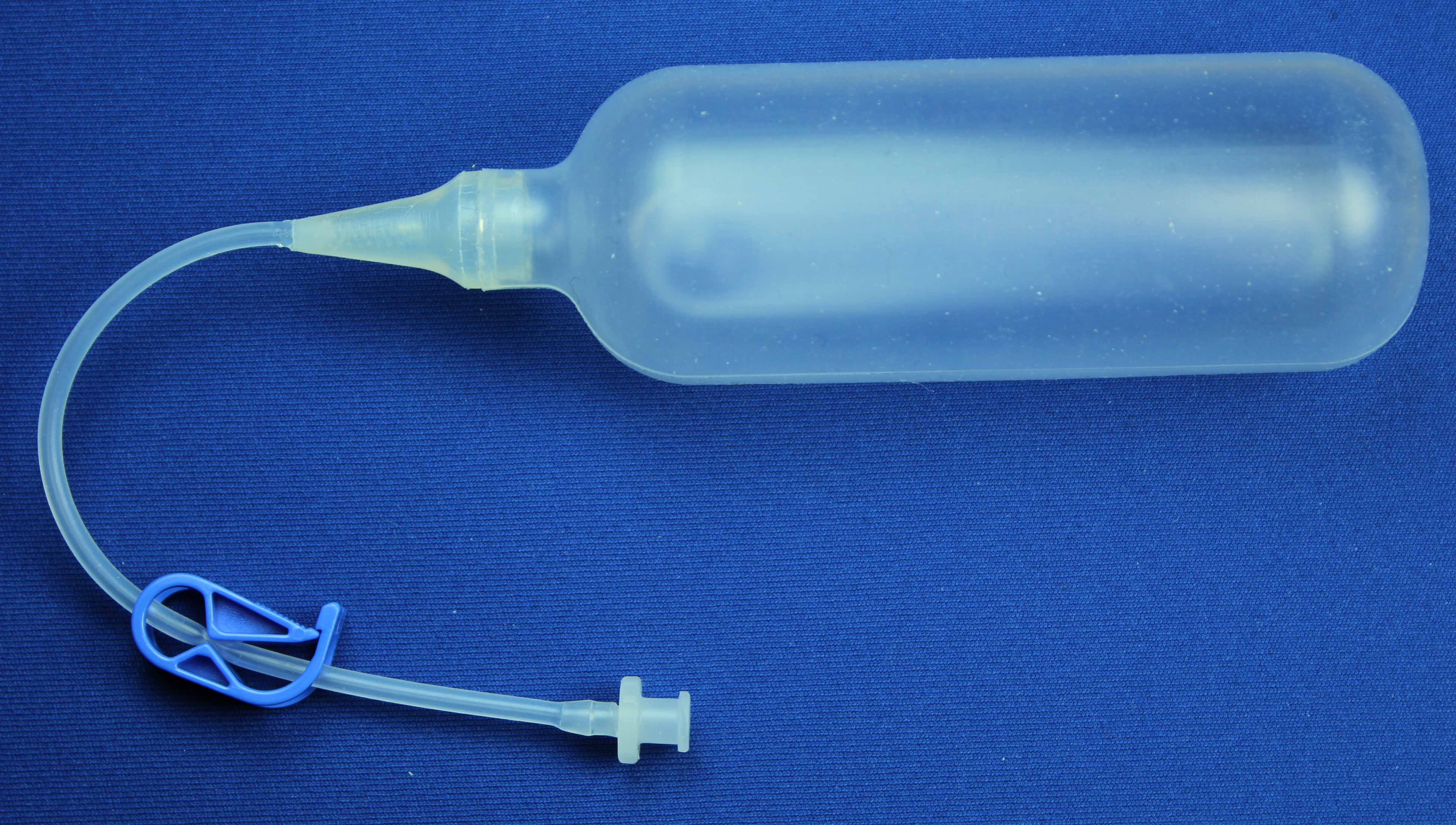
Expansor vaginal ZSI 200 NS

Um dilatador vaginal (às vezes chamado de treinador vaginal ou expansor vaginal) é um instrumento usado para alongar suavemente a vagina. Eles são usados em casos de estreitamento da vagina (estenose vaginal), como após a braquiterapia para tratamento de câncer ginecológico, e como terapia para o vaginismo e outras formas de dispareunia.
Há evidências mistas de seu uso, e alguns estudos relataram danos psicológicos do tratamento com dilatador. As fístulas retovaginais também foram associadas ao uso de dilatadores.
Os dilatadores vaginais podem ser infláveis e às vezes são usados durante cirurgias. Os dilatadores vaginais são usados rotineiramente no cuidado pós-operatório de pacientes que se submeteram a cirurgia de redesignação de sexo e para outras condições, como a agenesia vaginal. Em casos de vaginoplastia, o expansor vaginal é usado imediatamente após a cirurgia para evitar que a passagem cicatrize e, posteriormente, continua sendo usado regularmente para manter a viabilidade da neovagina. Os requisitos de frequência de uso diminuem com o tempo, mas permanecem obrigatórios por toda a vida.

## Uso
Com dilatadores vaginais sólidos, a paciente começa com o menor tamanho do dilatador, e aumenta gradualmente até que dilatador de maior tamaho seja alcançado. Essa prática pode ser acompanhada de exercícios respiratórios para relaxar os músculos do assoalho pélvico. Os atos de dilatação não devem causar dor ou sangramento. A dilatação com dilatadores rígidos deve ser feita com cuidado, pois perfuração vaginal e lesão uretral podem ocorrer. Não há consenso sobre a frequência e a duração do uso de dilatadores vaginais. No caso de expansores vaginais, o terapeuta ou a paciente introduz o balão desinflado na vagina e insufla-o suavemente até obter o diâmetro desejado.